# Compus de patru prisme triunghiulare
În geometrie compusul de patru prisme triunghiulare este un compus poliedric uniform realizat dintr-un  aranjament simetric chiral de 4 de prisme triunghiulare, aliniate cu axele de simetrie de rotație cu trei poziții ale unui octaedru (O).
Are indicele de compus uniform UC30.

## Mărimi asociate

### Coordonate carteziene
Coordonatele carteziene ale vârfurilor acestui compus sunt toate permutările pare ale
{\displaystyle \left(\,\pm 1,\,\pm (1+{\sqrt {2}}),\,\pm (1-{\sqrt {2}})\,\right)}
cu un număr par de minusuri în opțiunile „±”, împreună cu toate permutările impare cu un număr impar de minusuri în opțiunile „±”.

### Volum
Următoarea formulă pentru volum V este stabilită pentru lungimea laturilor tuturor poligoanelor (care sunt regulate) a:
{\displaystyle V={\sqrt {3}}\,a^{3}\approx 1,732051~a^{3}.}